# Sete Vidas (filme)
Sete Vidas (Seven Pounds, no original) é um filme estadunidense de gênero drama dirigido por Gabriele Muccino e coproduzido e estrelado pelo ator Will Smith. O filme estreou nos Estados Unidos em dezembro de 2008, no Brasil em 25 de dezembro de 2008 e em Portugal em 8 de janeiro de 2009. Seven Pounds arrecadou cerca de 15 milhões de dólares no fim de semana de estreia.

## Sinopse
Tim Thomas (Will Smith) é um homem que passa a sofrer de depressão após um acidente automobilístico do qual ele se julga único culpado e que causa a morte de sete pessoas, incluindo sua noiva, Sarah Jenson (Robinne Lee). Para se redimir e retirar de si todo peso que esse fato lhe proporciona e que o persegue em constantes lembranças, ele toma a decisão de salvar sete pessoas, o mesmo número de pessoas mortas no acidente. Faz-se, então, passar por Ben Thomas, seu irmão, e usa suas credenciais de agente do Departamento do Tesouro dos Estados Unidos, no intuito de localizar as pessoas que serão alvo de sua cuidadosa e premeditada redenção. Seus planos mudam ao conhecer Emily (Rosario Dawson), uma linda mulher que sofre de um problema de coração, por quem se apaixona perdidamente.
Ben, então resolve que uma dessas sete vidas que ele irá salvar é a vida de Emily. Após uma noite de amor com a moça, ele resolve cumprir seus planos.

## Elenco
- Will Smith...Tim Thomas (apresentando-se como Ben Thomas, seu irmão)
- Rosario Dawson...Emily Posa
- Woody Harrelson...Ezra Turner
- Michael Ealy...Ben Thomas (o verdadeiro, referido por Ben como seu irmão Tim)
- Barry Pepper...Dan
- Elpidia Carrillo...Connie Tepos
- Robinne Lee...Sarah Jenson
- Joe Nunez...Larry (Dono do Motel)
- Bill Smitrovich...George Ristuccia
- Tim Kelleher...Stewart Goodman
- Gina Hecht...Dr. Briar
- Andy Milder...Doutor de George
- Judyann Elder...Holly Apelgren
- Sarah Jane Morris...Susan
- Madison Pettis...Filha de Connie

## Trilha Sonora
1. The Green Car Motel - "Así Será" (Rick Garcia e René Reyes)
2. Nick Drake - "One of These Things First" (Nick Drake)
3. Loretta Mento - "Fantasie in D Minor K.397" (Wolfgang Amadeus Mozart)
4. Elvis Dolls - "Rusty" (Ian Crockett e Peter Sternberg)
5. Ruth Brown - "I Don't Know" (Brook Benton e Bobby Stevenson)
6. Muse - "Feeling Good" (Leslie Bricusse e Anthony Newley)
7. Sly & The Family Stone - "Que Será Será (Whatever Will Be Will Be)" (Jay Livingston e Ray Evans)
8. Vinicius de Moraes e Norman Gimbel - "How Insensitive" (Antônio Carlos Jobim)
9. "Lovin' You" (Minnie Riperton e Richard Rudolph)
10. Ennio Morricone - "The Crisis" (Ennio Morricone)
11. Charles Aznavour - "For me Formidable" (Charles Aznavour, Gene Lees, Jacques Plante e G. Calabrese)
12. Bird York - "Have no Fear" (Bird York e Michael Becker)
13. "I'm into Something Good" - (Carole King e Gerry Gorfada)

## Recepção
O Metacritic, que usa uma média ponderada, atribuiu ao filme uma pontuação de 36 em 100, baseado em 33 críticos, indicando críticas "geralmente desfavoráveis".